# Esenbeckia minor
Esenbeckia minor är en tvåvingeart som beskrevs av Krober 1931. Esenbeckia minor ingår i släktet Esenbeckia och familjen bromsar. Inga underarter finns listade i Catalogue of Life.